# Jean-Cléo Godin
Pour les articles homonymes, voir Godin.
Jean Cléo Godin (né le 13 août 1936 à Petit-Rocher, Nouveau-Brunswick et mort le 18 mars 2019) est un écrivain et professeur canadien.

## Biographie
Après des études au Collège Sainte-Marie de Montréal, au Boston College (B.A., 1961) et à l’Université de Montréal (licence, 1964), Jean Cléo Godin obtient un doctorat de l'Université d'Aix-Marseille en 1966. Sa thèse portait sur Le sens du mystère dans l'œuvre d'Henri Bosco. Il a été professeur à l'Université de Montréal de 1966 à 1999. Par la suite, il a été professeur émérite de cette université. Spécialiste du théâtre québécois, il a été membre fondateur de l'Association canadienne de la recherche théâtrale et de la Société d'histoire du théâtre du Québec. Il a aussi préparé l'édition critique de l'œuvre d'Alain Grandbois dans la collection « Bibliothèque du Nouveau Monde » publiée par les Presses de l'Université de Montréal. 
En son honneur, le Centre de recherche interuniversitaire sur la littérature et la culture québécoises (CRILCQ) octroie la bourse Jean-Cléo-Godin et l’Association canadienne de la recherche théâtrale décerne le prix Jean-Cléo-Godin.

## Publications

### Livres

#### Études
- Henri Bosco : une poétique du mystère, Montréal, Presses de l’Université de Montréal, 1968, xii/402 p. Lettre-préface d’Henri Bosco.
- Le théâtre québécois. Introduction à dix dramaturges contemporains, en collaboration avec Laurent Mailhot, Montréal, Hurtubise HMH, 1973 (1970), 254 p.
- Théâtre québécois II. Nouveaux auteurs, autres spectacles, en collaboration avec Laurent Mailhot, Montréal, Hurtubise HMH, 1980, 247 p.  (ISBN 2-89045-208-5)
- Dramaturgies québécoises des années quatre-vingt, en collaboration avec Dominique Lafon, Montréal, Leméac, 1999, 263 p.  (ISBN 2-7609-0371-0)

#### Ouvrages collectifs
- Lectures européennes de la littérature québécoise. Actes du Colloque international de Montréal (1981), sous la dir. de Jean Cléo Godin, Montréal, Leméac, 1982, 387 p.  (ISBN 2-7609-8817-1)
- Livres et pays d’Alain Grandbois, sous la dir. de Nicole Deschamps et Jean Cléo Godin, Montréal, Fides — CÉTUQ, coll. « Nouvelles études québécoises », 1995, 149 p. Ill.  (ISBN 2-7621-1769-0)
- Nouvelles écritures francophones. Vers un nouveau baroque ?, sous la dir. de Jean Cléo Godin, Montréal, Presses de l'Université de Montréal, coll. « Espace littéraire », 2001, 439 p.  (ISBN 2-7606-1781-5)

#### Éditions critiques
- Alain Grandbois, Visages du monde, édition critique par Jean Cléo Godin, Montréal, Presses de l’Université de Montréal, coll. « Bibliothèque du Nouveau Monde », 1990, 788 p.  (ISBN 2760615081)
- Alain Grandbois, Né à Québec, édition critique par Estelle Côté et Jean Cléo Godin, Montréal, Presses de l’Université de Montréal, coll. « Bibliothèque du Nouveau Monde », 1994, 288 p.  (ISBN 2-7606-1638-X)
- Alain Grandbois, Proses diverses, édition critique par Jean Cléo Godin, Montréal, Presses de l’Université de Montréal, coll. « Bibliothèque du Nouveau Monde », 1996, 480 p.  (ISBN 2-7606-1676-2)

#### Souvenirs
- Le mal de père. Récit, Montréal, Del Busso éditeur, 2010, 101 p.  (ISBN 978-2-923792-02-6) (OCLC 937830403)
- Le destin d’Anastasie. Récit, Montréal, Del Busso éditeur, 2011, 104 p.  (ISBN 978-2-923792-07-1)
- Léo à l’envers à l’endroit. Récit, Montréal, Del Busso éditeur, 2012, 100 p.  (ISBN 978-2-923792-18-7)

### Préfaces
- Ronfard, Jean-Pierre, Vie et mort du Roi Boiteux. Tome 1, Montréal, Leméac, coll. « Théâtre/Leméac », no 100-101, 1981, 213 p. Ill. Préface de Jean-Cléo Godin et Pierre Lavoie.
- Gingras, René, Syncope, Montréal, Leméac, coll. « Théâtre Leméac », no 125, 1983, 135 p. Préface de Jean Cléo Godin.

### Articles et chapitres de livres (sélection)
- « Henri Bosco et les prestiges de la nuit », Études françaises, vol. 3, n° 4, novembre 1967, p.  371-388 (lire en ligne).
- « Les soleils des indépendances », Études françaises, vol. 4, n° 2, mai 1968, p. 208-215 (lire en ligne).
- « La ligue nationale d'improvisation : du “bon sport” au théâtre », Possibles, vol. 5, nos 3-4, 1981, p. 235-245.  (ISSN 0703-7139)
- « Les enjeux du théâtre, du hockey, de la politique », Quaderni di Francofonia, no 1, 1982, p. 37-47. Sur la Ligue nationale d'improvisation.
- « Le théâtre au Québec : vers une institution », dans Lise Gauvin et Jean-Marie Klinkenberg (sous la dir. de), Trajectoires. Littérature et institutions au Québec et en Belgique francophone, Bruxelles, Labor, coll. « Publications du Centre d’études québécoises de l’Université de Liège », no 2, 1985, p. 103-113.  (ISBN 2-8040-0063-X)
- « Mal écrire ou parler beau : transcription de la langue parlée », Présence francophone, no 31, 1987, p. 113-120.
- « Chaurette Playhouse », Études françaises, vol. 26, no 2, automne 1990, p. 53-59.  (ISSN 0014-2085)  (ISBN 2-7606-2414-5) (lire en ligne).
- « Le “tant qu’à ça” d’Albertine », Québec Studies, no 11, automne 1990-hiver 1991, p. 111-116. Sur Michel Tremblay.
- « Le ‘‘Je’’ narrateur et la meute du ‘‘pays’’ », Études françaises, vol. 31, no 1,‎ été 1995, p. 39-50 (lire en ligne)
- « Textes, intertextes, exogenèse et endogenèse » dans Louise Milot et François Dumont (sous la dir. de), Pour un bilan prospectif de la recherche en littérature québécoise, Québec, Nuit blanche éditeur, coll. « Les Cahiers du Centre de recherche en littérature québécoise », série « Séminaires », no 5, 1993, p. 131-145.  (ISBN 2-921053-11-X)
- « Alain Grandbois et la bohème parisienne », dans Destin du livre. Textes réunis par Colette Demaizière et Guy Lavorel à la suite des travaux du colloque « Auteurs, lecteurs, libraires » organisé par le Centre d’étude des interactions culturelles (C.E.D.I.C.) dans le cadre des sixièmes entretiens du Centre Jacques Cartier à Lyon, les 8, 9, et 10 décembre 1993, Programme Rhône-Alpes. Recherches en sciences humaines, coll. « Les chemins de la recherche », no 22, 1994, p. 29-37.  (ISBN 2-909604-11-X)  (ISSN 1248-5829)

## Distinctions
- 1969 : Prix David

## Sources
- Gallays, François, « Essai de critique littéraire : de 1961 à 1980 », dans François Gallays, Sylvain Simard et Paul Wyczynski (sous la dir. de), L’essai et la prose d’idées au Québec, Montréal, Fides, coll. « Archives des lettres canadiennes », 6, 1985, p. 109-141.  (ISBN 2-7621-1279-6)